# Unicredit Banca di Roma
UniCredit Banca di Roma era un istituto bancario italiano. Dal novembre 2010 è confluito in UniCredit.

## Storia

### Banca di Roma
La Banca di Roma è stata fondata il 1º agosto 1992 dalla fusione delle tre principali banche della capitale: il Banco di Santo Spirito, fondato nel 1605, la Cassa di Risparmio di Roma, fondata nel 1836 (che nel 1937, aveva incorporato il Monte di Pietà di Roma del 1604, e nel 1988 lo stesso Santo Spirito) e il Banco di Roma, fondato nel 1880.

### Fase Capitalia e cambio nome in "UniCredit - Banca di Roma"
Dopo essere stata la principale banca del gruppo Capitalia, la Banca di Roma è entrata a far parte nel 2002 del "Gruppo bancario UniCredit", che ne ha cambiato la denominazione in UniCredit - Banca di Roma. Le attività bancarie vengono trasferite al Banco di Sicilia S.p.A., controllato al 100% da Capitalia S.p.A.
Divenuta operativa la fusione di Capitalia con UniCredit dal 2007, in questa banca sono confluiti tutti gli sportelli Unicredit Banca, Bipop Carire e Banco di Sicilia presenti nel Centro e al Sud Italia, con l'eccezione della Sicilia. A sua volta gli sportelli di UniCredit - Banca di Roma presenti al Nord sono stati rimarcati come UniCredit Banca, mentre quelli in Sicilia come Banco di Sicilia.
Dal 1º novembre 2010 UniCredit - Banca di Roma, così come "UniCredit Banca" e il "Banco di Sicilia", è stato incorporato nella capogruppo UniCredit, dando così luogo al progetto di Banca unica del gruppo.
Presidente della Banca di Roma è stato Paolo Savona, Direttore Generale è stato Alessandro Cataldo.

## Principali dati
(in milioni di Euro al 31-12-2004)
- Patrimonio netto 5.599
- Raccolta diretta 28.786
- Crediti clientela 40.867
- Dipendenti 14.623
- Sportelli 1.143

## Critiche e controversie
Sono state sollevate diverse critiche con la dicitura "Sotto la banca, la chiesa campa" dal mensile "Missionario Saveriano" di Marcello Storgato nei confronti della Banca di Roma (ora diventata UniCredit). Durante la GMG di Colonia del 2005, si è fatto notare come dalla Relazione della Presidenza del Consiglio sull'export di armi italiane, la Banca di Roma nel 2004 ha fornito i propri servizi per l'esportazione di armi dall'Italia per oltre 395 milioni di euro.
Annualmente inoltre, viene pubblicato sui siti di Camera e Senato la “Relazione annuale della Presidenza del Consiglio sulle operazioni autorizzate e svolte per il controllo delle esportazioni, importazioni e transito dei materiali di armamento”, dove UniCredit nel 2013, si aggiudica il 3º posto come maggior finanziatore di esportazioni di sistemi militari.